# Ayumi hamasaki COUNTDOWN LIVE 2019-2020 〜Promised Land〜 A
『ayumi hamasaki COUNTDOWN LIVE 2019-2020 〜Promised Land〜 A』（アユミ・ハマサキ・カウントダウン・ライヴ・2019-2020・プロミス・ランド・エー）は、浜崎あゆみが2019年12月31日に国立代々木競技場第一体育館で行なわれたカウントダウンライブであり、2020年8月26日発売のDVD及びBlu-ray Discである。タイトルにある「A」はロゴ表記。

## 解説
映像作品としては前作『ayumi hamasaki 21st anniversary -POWER of A^3-』以来、1年ぶりとなる。
DVD・Blu-rayおよびmu-moショップ限定の初回生産限定盤含む、合計4形態で販売される。このうち、初回生産限定盤（ファンクラブ・mu-moショップ限定）には、同公演のLIVE音源が収録されたCDとオーロラクリアトートバッグ付きのグッズに加え、当初は付属予定がなかった、7月4日に配信限定でリリースされた初の日本語表記による新曲「オヒアの木」がシングルCDとして付属し、同じく7月31日に配信リリースされた「Dreamed a Dream」もカップリング曲として収録されている。映像作品にスタジオ音源のCDが付属されるのは今回が初となる。
同会場は浜崎がツアー最終日に訪れている事や、2000年度より毎年欠かさず開催されているカウントダウン公演を行なっていることから「聖地」と呼ばれているが、2017年から2018年末頃にかけては耐震改修工事のため実施せず、2016年12月31日を最後に行われて以来となる、耐震改修後初のライヴとなっている。また、このライヴ開催直後の翌年1月2日には公式ファンクラブのブログにおいて前年11月末において、極秘出産を公表し、世間からの話題を呼んだ。

## 曲目（DVD・Blu-ray）

### 全形態共通
1. LABYRINTH
2. The Judgement Day
3. Happening Here
4. Fly high
5. UNITE!
6. starting over
7. GET IN GEAR!
8. snowy kiss
9. sending mail
10. Missing
11. SAKURA
12. Marionette -prelude-
13. Marionette
14. ayu-ro Mega-Mix
15. identity
16. decision
17. WARNING
18. how beautiful you are
19. Song 4 u
20. evolution
21. Mirrorcle World
22. Love song
23. teens "acoustic version"
ここからアンコール。
24. Trauma ～ AUDIENCE ～ everywhere nowhere ～ flower garden ～ Humming 7/4
25. Boys & Girls
26. MY ALL
27. until that Day...
Wアンコール。

### ファンクラブ限定盤のみ付属CD

#### DISC-1（LIVE）
1. Happening Here
2. Fly high
3. UNITE!
4. snowy kiss
5. sending mail
6. Missing
7. SAKURA
8. WARNING
9. how beautiful you are
10. Song 4 u
11. evolution
12. teens "acoustic version"
13. until that Day...

#### DISC-2（SINGLE）
※収録されているクレジットなどの詳細は、各楽曲を参照。
1. オヒアの木
2. Dreamed a Dream
3. オヒアの木 -Instrumental-
4. Dreamed a Dream -Instrumental-